# Walddusche
Die Walddusche auf der Waldgemarkung der südpfälzischen Ortsgemeinde Gleisweiler (Rheinland-Pfalz) ist eine Kurbadeanlage aus behauenen Sandsteinquadern zum Zweck der Kaltwasseranwendung. Im engen Tal des Hainbachs gelegen, wird sie von dessen Wasser gespeist. Sie ist die einzige in Deutschland erhaltene derartige Anlage und steht unter Denkmalschutz.

## Geographie
Die Walddusche liegt auf 299 m Höhe am linken Hang neben dem Oberlauf des Hainbachs etwa 800 m oberhalb der Stelle, wo der Bach die Haardt, den Ostrand des Pfälzerwalds, zur Rheinebene hin durchbricht. Sie ist nur über einen Waldweg erreichbar, der am rechten Hainbachufer, das zur Waldgemarkung von Böchingen gehört, talaufwärts führt.
Das Hainbachtal verläuft von Nordwest nach Südost. Die beidseits aufragenden Berge des mittleren Pfälzerwalds messen im Bereich der Walddusche gut 470 m. Dies sind rechts des Hainbachs der 474,2 m hohe Eichberg, links der Südausläufer des Teufelsbergs (597,6 m), der als Kittenberg bis zum Gebirgsrand auf 422 m abfällt.

## Geschichte

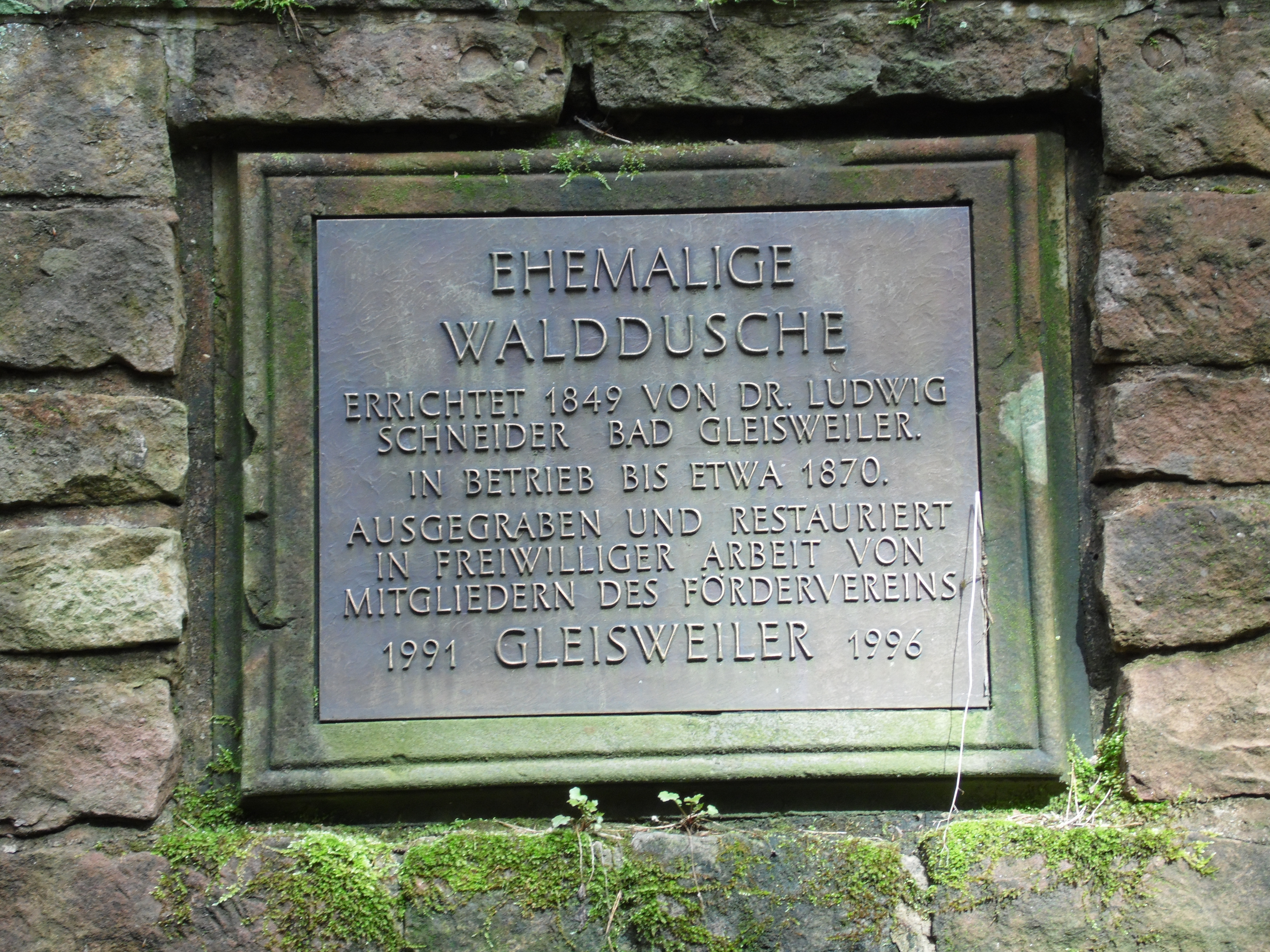
Informationstafel an der Walddusche

Den Bauantrag für die Anlage stellte am 3. März 1847 bei Bürgermeister Heinrich Unger der Arzt Ludwig Schneider, der in Gleisweiler eine Wasserheilanstalt begründet hatte. Die Anlage wurde bis 1849 fertiggestellt und – die Quellenlage ist unterschiedlich – bis 1870 oder 1878 betrieben. Später wurde sie bei Abgleitbewegungen des recht steilen Berghangs von Erdreich bedeckt und geriet in Vergessenheit. Im Sommer 1990 wurde sie wiederentdeckt, nachdem zunächst ein Teil der Wasserzuführung gefunden worden war.
Im Januar 1991 startete der damalige Bürgermeister von Gleisweiler, Josef Götz, der 2001 Ehrenbürger der Gemeinde wurde und 2011 starb, mit freiwilligen Helfern die Ausgrabung und Rekonstruktion.
Die Restaurierung der Walddusche kostete dank der 2300 durch die Freiwilligen geleisteten Arbeitsstunden, von denen Götz allein 1200 erbrachte, nur 12.500 €. Am 29. Juni 1996 wurde die Anlage eingeweiht und der Allgemeinheit zur freien Nutzung übergeben. Die Mitglieder des im Mai 1992 gegründeten Fördervereins zum Wiederaufbau der ehemaligen Walddusche halten die Dusche instand.

## Anlage

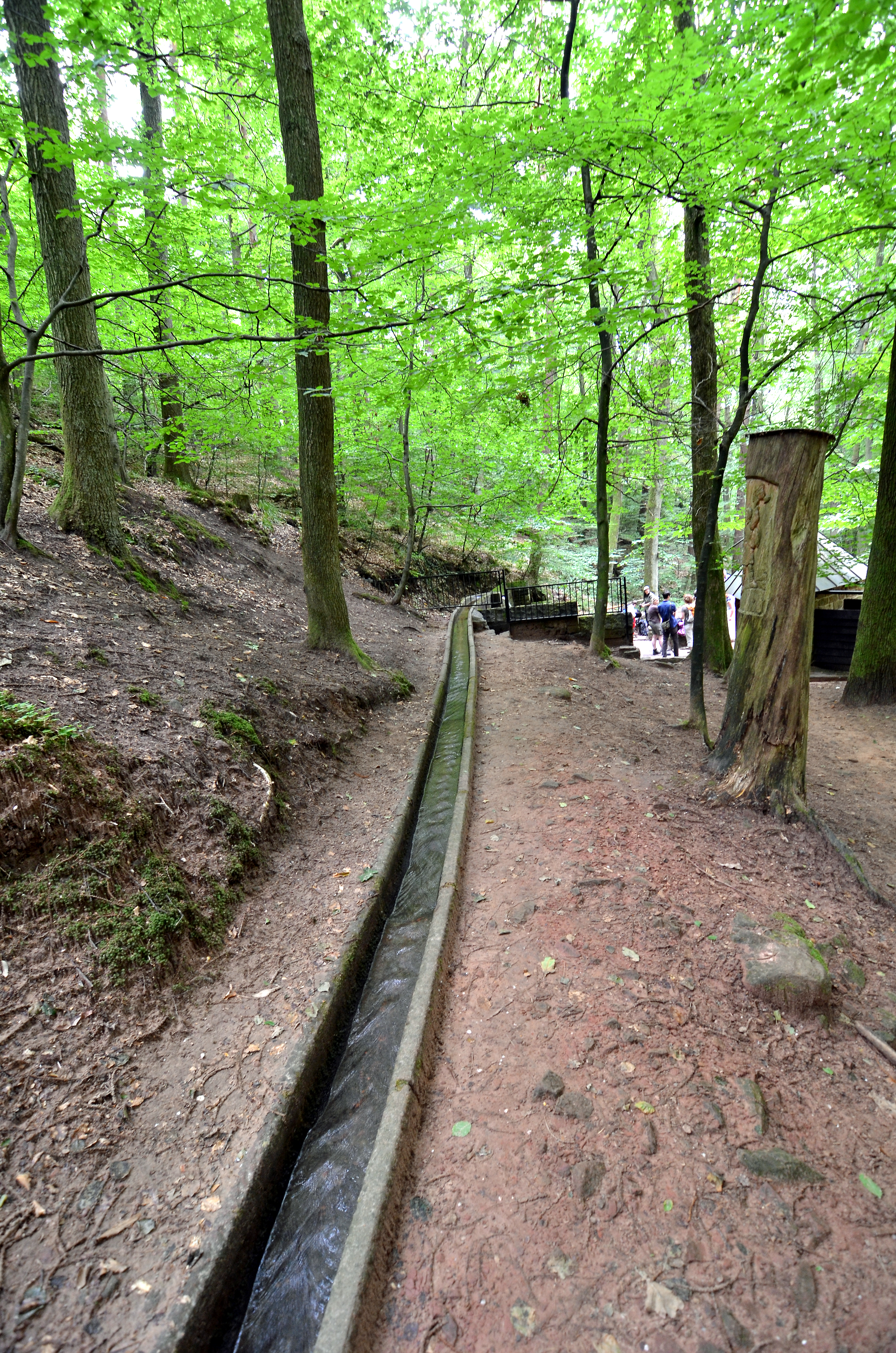
Wasserzuführung

Oberhalb des Standorts wird Wasser des Hainbachs nach links abgeleitet und auf einer etwa 2 m in den Hang gegrabenen Terrasse durch eine 80 m lange Werksteinrinne mit entsprechendem Gefälle zur Walddusche geführt. Dort wird über ein aus Sandstein gemauertes, oben offenes Bauwerk ein starker, etwa 3 m tief fallender Strahl mit 8–12 °C kaltem Wasser erzeugt, der das linke Becken trifft. Das rechte ist als Wellenbad und Tretbecken ausgelegt. Das gebrauchte Wasser wird wieder vom nahen Hainbach aufgenommen. Die Anlage, deren Nutzung kostenlos ist, steht ganzjährig offen, sofern kein andauernder Frost herrscht. 2016 wurde das 20-jährige Bestehen der restaurierten Einrichtung gefeiert.
Neben der Anlage wurden Sitzbänke geschaffen und eine kleine Schutzhütte errichtet, die bei schlechtem Wetter als Unterstand dient.